# Salvador Aldana Fernández
Salvador Aldana Fernández (Madrid, España, 21 de junio de 1928-Valencia, España, 4 de octubre de 2020) fue doctor en Historia del Arte por la Universidad de Valencia. Académico numerario de la Real Academia de Bellas Artes de San Carlos de Valencia, Académico C. de la Real de Bellas Artes de San Fernando de Madrid, Miembro del Comité de Arte del Instituto Italiano d'Arte per la Gráfica d'Autore, Miembro fundador de la Asociación "Forschungskreis für Symbolik" universidad de Salzburg (Austria), Premio "Senyera" de Investigaciones Históricas del Ayuntamiento de Valencia, Premio al "Mérito Cultural" del Ayuntamiento de Pedreguer (Alicante).  
Ha sido: Director de la Escuela Universitaria de Magisterio de Valencia, Director del Departamento de Historia del Arte de la Universidad de Valencia, director general de Patrimonio Artístico de la Generalitat Valenciana y Presidente de la Real Academia de Bellas Artes de San Carlos de Valencia.

## Obras[5]
- Guía abreviada de artistas valencianos, 1970
- Pintores valencianos de flores (1766-1866), 1970
- Guía artística de la Real Capilla de los Desamparados de Valencia, 1971
- La escultura de Esteve Edo, 1975
- Símbolo y espacio en la arquitectura valenciana medieval, 1977
- La Lonja de Valencia, 1988
- José Esteve Edo, escultor, 1988
- La Lonja, 1991
- El Palacio de la Generalidad Valenciana, 1995
- Real Academia de Bellas Artes de Valencia: Historia de una Institución, 1998
- Valencia. La ciudad amurallada, 1999
- Cartas a Gert : historias de sefardíes, 2006
- Los judíos de Valencia : un mundo desvanecido, 2007
- "La Real Academia de San Carlos en la época de Sorolla", en CALLE, Román de la, El arte valenciano en la época de Sorolla (1863-1923), 2008
- "El saber enciclopédico: La biblioteca de la Real Academia de Bellas Artes de San Carlos", en CALLE, Román de la, la Real Academia de Bellas Artes de San Carlos en la Valencia ilustrada, 2009

Coordinador del libro sobre Fondos de la Biblioteca Histórica de la Real Academia de Bellas Artes de San Carlos de Valencia, vid. pág. web Real Corporación.

## Otros temas tratados
Antonio Gilabet, 1955; La expresión en los retratos de Velázquez, 1961; La luz en la arquitectura medieval y la catedral de Valencia; Arquitectura modernista en Valencia; El arte manierista: Tintoretto y el Greco; El mar en la pintura valenciana del siglo XIX; Fenomenología y arte actual; Dibujos valencianos del siglo XVII: una exposición; Tiempos de la memoria: el arte de Manuel Palau; La exposición antológica de Ernesto Furió; El entorno de la iglesia de los Santos Juanes de Valencia; Mercado de arte y conocimiento del arte en la Baja Edad Media y en el renacimiento; Iconografía medieval valenciana: la colección de tapices de la Reina María en el palacio del Real de Valencia; La Valencia del siglo XIV; El arte de Joaquín Michavila; Ernesto: Furió: una obra sin tiempo y mensurable; Nassio Bayarri la materia trascendida; Nassio Bayarri: el espacio y el tiempo; Artistas y artesanos en la lonja de Valencia; Las gárgolas de la lonja de Valencia; El programa iconográfico de la capilla de la lonja de Valencia; Fuentes para la historia del arte valenciano; Lo maravilloso en la pintura gótica valenciana; El arte en el Camino de Santiago.
Colaborador de revistas científicas como: Archivo de Arte Valenciano, Archivo Español de Arte, Goya, Boletín de la Sociedad Castellonense de Cultura, Generalidad Valenciana.
Colaborador de las obras generales siguientes: Enciclopedia de la Región Valenciana, Gran Enciclopedia Valenciana e Historia del Arte Valenciano.
- AGRAMUNT LACRUZ, Francisco, Diccionario de Artistas Valencianos del Siglo XX, Editorial Albatros, Valencia, 1999
- VV.AA., Gran enciclopedia de la Comunidad Valenciana, Valencia, 2005